# Shuimogou Xiang
Shuimogou Xiang (kinesiska: 水磨沟乡, 水磨沟) är en socken i Kina. Den ligger i den autonoma regionen Xinjiang, i den nordvästra delen av landet, omkring 49 kilometer nordost om regionhuvudstaden Ürümqi. Antalet invånare är 4 672. Befolkningen består av 2 037 kvinnor och 2 635 män. Barn under 15 år utgör 16,0 %, vuxna 15-64 år 77 %, och äldre över 65 år 5,0 %.
Genomsnittlig årsnederbörd är 218 millimeter. Den regnigaste månaden är juli, med i genomsnitt 29 mm nederbörd, och den torraste är januari, med 8 mm nederbörd.